# Gianni Russo

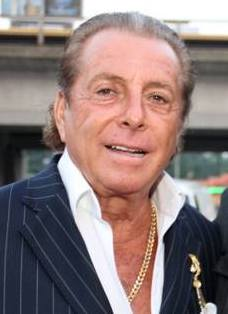
Russo beim Life Film Fest, 2013

Louis Giovanni „Gianni“ Russo (* 12. Dezember 1943 in Brooklyn, New York City) ist ein US-amerikanischer Schauspieler italienischer Herkunft.

## Leben
Er wuchs in Rosebank, Staten Island (New York City, USA) auf und behauptete, er habe Verbindungen zur Mafia und dass sein Onkel ein Mitglied der Gambino Mafia-Familie sei. In seinem Podcast sowie seiner gleichnamigen Biographie arbeitet er allerdings zusammen mit dem Autor Patrick Picciarelli die gegensätzliche Darstellung auf, dass er in Little Italy, in der Mulberry Street aufgewachsen ist. Einem fünfjährigen Krankenhausaufenthalt wegen Kinderlähmung folgend, brach er seine Schullaufbahn ohne jeglichen Abschluss ab. Er zog die Aufmerksamkeit Frank Costellos auf sich. Costello war Kalabrier und einflussreiches Mitglied einer Gruppe, die man als National Crime Syndicate bezeichnet. Dabei handelte es sich um eine internationale kriminelle Organisation, die mit Glücksspiel, Wetten, Schutzgelderpressung, Prostitution und Alkoholschmuggel große Gewinne erzielten. Anfangs mit kleineren Aufgaben betraut, erlangte er mit der Zeit großes Vertrauen und Ansehen unter dem Spitznamen „The Kid“ in jenen Kreisen.
Es gibt Behauptungen, dass die Gambinos den Regisseur Francis Ford Coppola überredet hatten, Russo die Rolle des Carlo Rizzi im Film Der Pate zu geben, wodurch er dann in der Filmbranche bekannt wurde. In Coppolas zweitem Teil von Der Pate kam er für kurze Zeit erneut in einer Rückblende vor. Nach seinen Rollen in den Pate-Filmen bekam er in über 50 verschiedenen Produktionen weitere Rollen.
1996 verfasste er das Drehbuch für den Film Die Rache des Kartells. Im Jahr zuvor war er als Drehbuchautor an dem Film P.C.H. beteiligt.

## Filmografie (Auswahl)
- 1971: Der Pate (The Godfather)
- 1972: Ein Koffer für das Syndikat (Goodnight, My Love, Fernsehfilm)
- 1974: Der Pate – Teil II (The Godfather Part II)
- 1975: Der Gangsterboss von New York (Lepke)
- 1978: Laserkill – Todesstrahlen aus dem All (Laserblast)
- 1987: Kampf gegen die Mafia (Wiseguy, Fernsehserie)
- 1993: Super Mario Bros.
- 2001: Harvard Man
- 2005: Prison Break (Fernsehserie, 3 Folgen)